# Doopsgezinde kerk (Noordhorn)
De Doopsgezinde kerk van Noordhorn (ook vermaning) is een eenvoudige zaalkerk  uit 1838 in het Groningse dorp Noordhorn. Het gebouw werd in 1973  aangewezen als rijksmonument. 
De vermaning in Noordhorn is gebouwd als waterstaatskerk. Het gebouw verving een eerdere vermaning uit de 16e eeuw. De oorspronkelijke banken en preekstoel zijn in 1966 verwijderd en vervangen door losse stoelen en een lessenaar. Het gebouw is nog steeds in gebruik als kerk.